# AS Kasserine
Avenir Sportif de Kasserine w skrócie AS Kasserine (ar. المستقبل الرياضي بالڨصرين) – tunezyski klub sportowy, mający siedzibę w mieście Al-Kasrajn. Klub piłkarski gra w pierwszej lidze. Klub posiada również zespoły koszykówki i piłki ręcznej.

## Stadion
Domowe mecze klub rozgrywa na stadionie o nazwie Stade de Kasserine w Al-Kasrajn, który może pomieścić 8000 widzów.

## Sukcesy
- Championnat la Ligue Professionnelle 2: 2

mistrzostwo: 1986/1987, 1991/1992
wicemistrzostwo: 2007–08.

## Reprezentanci kraju grający w klubie
Stan na lipiec 2016.
| - Wajdi Bouazzi - Bassem Boulaâbi - Salema Kasdaoui - Imed Mhedhebi | - Nader Ouerda - Jamel Rhouma - Mohammed Ali Tabassi - Ibrahima Ba |